# 2,3-ヘキサンジオン
2,3-ヘキサンジオン（英: 2,3-hexanedione）は、化学式C6H10O2で表される有機化合物の一種。バター、チーズのような香りを持ち、天然にはビールやコーヒー、ダイズ発酵製品に存在する。

## 用途
バター・チーズなどの乳製品や、バナナ・パイナップルなどのフルーツ系のフレーバーとして、最終製品に対し4.8〜6.6ppmほど使用される。工業的にはメチルブチルケトンから製造する。

## 安全性
引火性がある。動物実験による半数致死量（LD50）は、ラットへの経口投与・ウサギへの経皮投与とも5g/kg以上。酸やアルカリに対しては、3,4-ヘキサンジオンに比べると安定している。消防法による第4類危険物 第2石油類に該当する。